# عدم التوافق المكاني

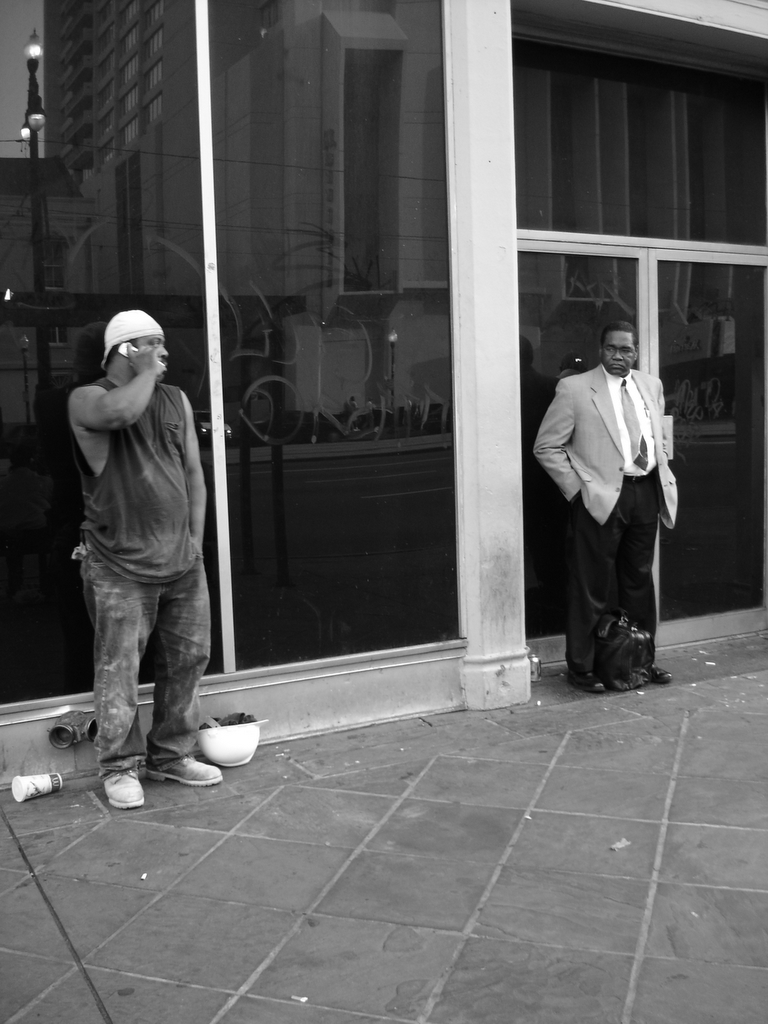
وفقًا لنظرية عدم التوافق المكاني، توجد فرص الأشخاص ذوي الدخل المنخفض بعيدًا عن المناطق التي يعيشون فيها. لذا، يعد

عدم التوافق المكاني ظاهرة اجتماعية واقتصادية و سياسية تصاحب إعادة الهيكلة الاقتصادية والتي تكون فيها فرص توظيف الأشخاص ذوي الدخل المنخفض بعيدًا عن المناطق التي يعيشون فيها. وفي الولايات المتحدة, يأخذ هذا شكلاً من أشكال التركيزات العالية للفقر في المدن المركزية, التي بها رواتب منخفضة وفرص العمالة للمهارات المنخفضة المرتكزة بالضواحي.
ولقد استخدم المصطلح للمرة الأولى بواسطة جون إف كين في عام 1968. في المحرومون حقًا: المدينة الداخلية والطبقات الدنيا والسياسة العامة (1987), كان ويليام يوليوس ويلسون أحد المناصرين لتلك الفكرة في بداية القرن حيث كان أول من أعلن نظرية عدم التوافق المكاني بالنسبة لتنمية الطبقة المنخفضة للغيتو (حي اليهود أو الأقليات) بالولايات المتحدة.

## معلومات تاريخية

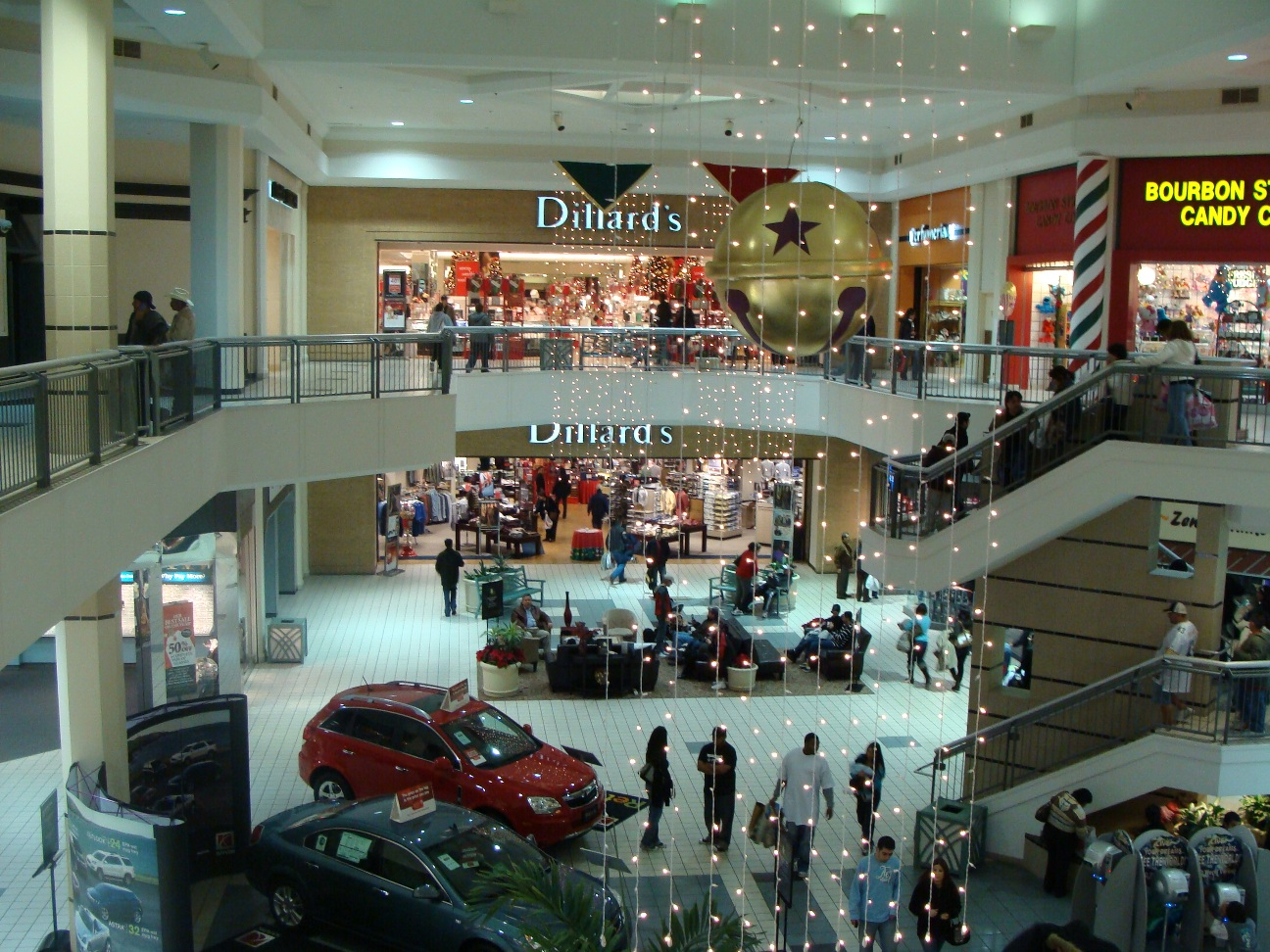
خرجت المحال التجارية من الأحياء الفقيرة بالمدينة.

وبعد الحرب العالمية الأولى، بدأ الكثير من الأمريكيين الخروج من مراكز المدن إلى الضواحي. وخلال النصف الثاني من القرن العشرين, سارعت المتاجر ذات الأقسام إلى الانتقال إلى الضواحي. عام 1968، صاغ جيه في كين "فرضية عدم التوافق المكاني"، ومع ذلك لم يشر إليه باستخدام هذا المصطلح. وفي فرضيته، توقع أن العاملين السود يقطنون في مناطق منعزلة والتي تكون بعيدة عن المراكز الرئيسية للنمو وفقيرة كذلك. وتتضمن ظاهرة عدم التوافق المكاني العديد من النتائج بالنسبة للسكان بالجزء الداخلي من المدينة والذين يعتمدون على وظائف ذات دخول منخفضة. سبيل المثال، يمكن أن يؤدي البعد المكاني عن مراكز العمل إلى زيادة معدلات البطالة وإضافة إلى ذلك الفقر المدقع بأغلب المنطقة.

## عوامل عدم التوافق المكاني
في آليات عدم التوافق المكاني (2007), يقترح كل من لورانت جوبلين وهاريس سيلود وإيفز زينو أن هناك سبعة عوامل مختلفة تدعم ظاهرة عدم التوافق المكاني. تُعزى ثلاثة عوامل منها إلى إمكانية دخول العاملين المحتملين ومدى مبادراتهم. ويشدد العاملان الآخران على كره أصحاب العمل الانحراف عن الطابع السلبي لسكان المدن وبشكل خاص الأقليات عند التعيين.

### وجهات النظر المحتملة للعاملين

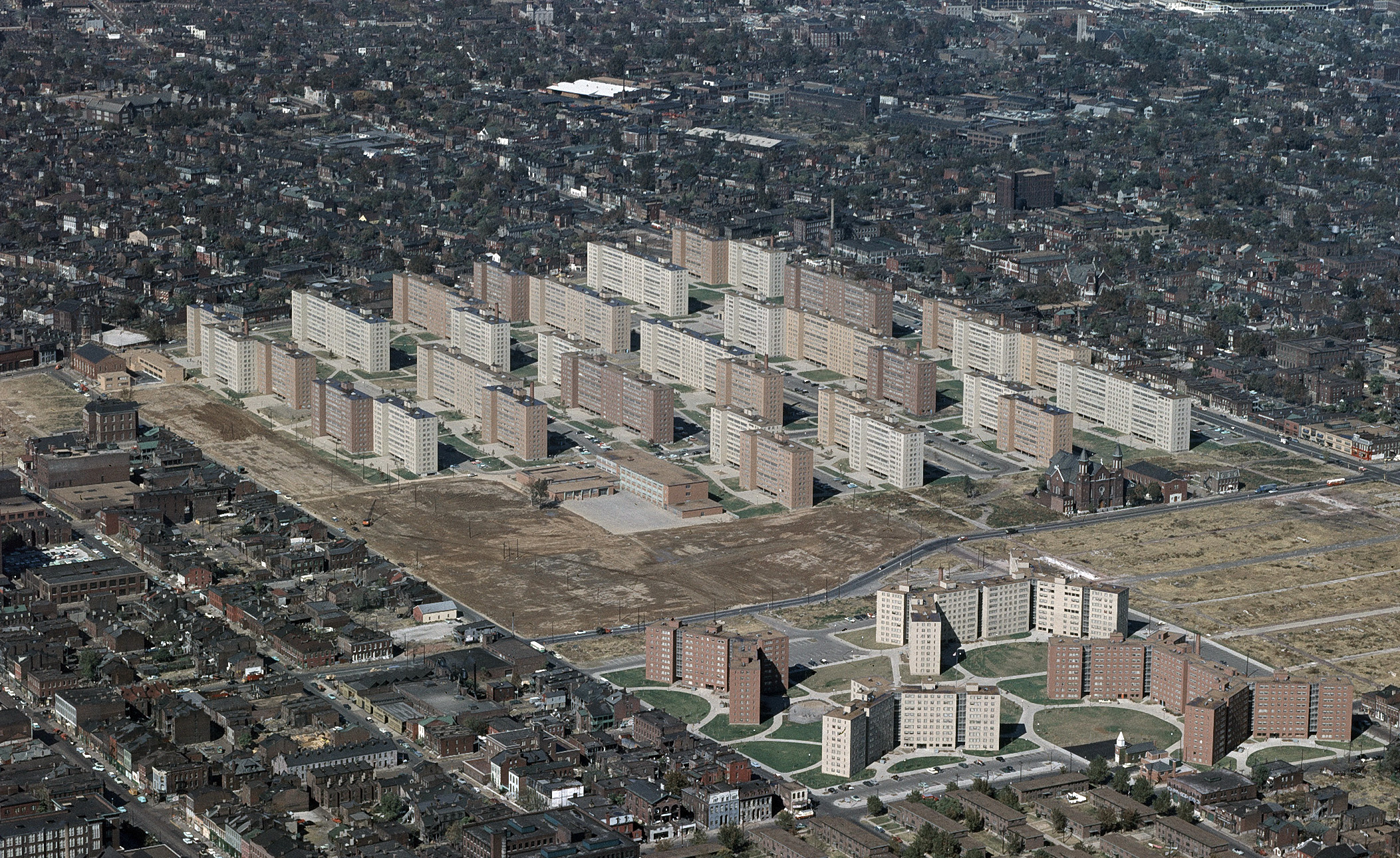
مشروعات التنمية الحضرية مثل مشروع بروين إغوي في سانت لويس تركز وتفصل العمال عن البيئة المحيطة والعمل. مثل هذه المشاريع خلقت طبقة دنيا معزولة في أمريكا.

1. ينظر إلى تكلفة الذهاب إلى العمل على أنها عقبة بالنسبة للأشخاص بالجزء الداخلي من المدينة الذين عليهم الذهاب إلى مقابلات وظيفة معينة وأبعد من ذلك الوصول إلى العمل كل يوم بالميعاد المحدد. وبعبارة أخرى، قد تكون السيارات باهظة الثمن بالنسبة لبعض العمال وقد يضطرون إلى الاعتماد بشدة على وسائل النقل العام. وتعد وسائل النقل العام مشكلة حيث إنها لا تتوفر بشكل دائم كما أنها قد لا تتوقف عند كل أماكن العمل.
2. تتضاءل إمكانية الوصول إلى معلومات بخصوص الوظيفة مع ابتعاد المسافة عن مركز الوظيفة. ويكون الأشخاص ممن يعيشون بعيدًا عن مركز العمل بشكل عام أقل دراية بشأن مواعيد الفتح المحتملة عن الأفراد الذين يعيشون بالقرب من مركز الوظيفة. ومن ثم، يعد كل من الشبكات وانتشار المعلومات ميزة رئيسية في الوصول إلى معلومات حول مواعيد الفتح المحتملة.
3. يبدو أن هناك انعدامًا في الحافز بالنسبة للعاملين على مسافة بعيدة إلى البحث بشكل مكثف عن وظيفة بعيدة بشكل نسبي. ويعتقد كل من جوبيليون وسيلود وزينو أن الأقليات بشكل أو بآخر يقومون بعمل مقارنة بين خسارة على المدى القصير ومنافع على المدى الطويل. وتتضمن الخسارة على المدى القصير إجراء رحلات بحثية متكررة على مراكز العمل البعيدة. ومع ذلك تتضمن المنافع على المدى البعيد الحصول على وظيفة ثابتة ومن ثم راتب أعلى نسبة. وللأسف، يميل الأقليات إلى وزن الخسارة على المدى القصير بشكل أكبر من المنافع على المدى البعيد وكنتيجة لذلك تنخفض فرصهم في الحصول على عمل بالضواحي.
4. ويبدو أن هناك كذلك تكلفة عالية في البحث يشترك فيها العاملون المقيمون في الحضر الباحثون عن وظيفة بالضواحي. وربما يصاحب هذا الدفع إلى وكالة توظيف لتوسيع البحث إلى ما وراء المنطقة السكنية الحضرية أو تحديد مكان وكالة بالضواحي.

## وصلات خارجية
- The Mechanisms of Spatial Mismatch (Free download as PDF)